# Leszek Jamroziński
Leszek Jamroziński es un deportista polaco que compitió en piragüismo en la modalidad de aguas tranquilas. Ganó una medalla de plata en el Campeonato Mundial de Piragüismo de 1981 en la categoría de K4 10 000 m.

## Palmarés internacional
| Campeonato Mundial | Campeonato Mundial       | Campeonato Mundial | Campeonato Mundial |
| Año                | Lugar                    | Medalla            | Evento             |
| ------------------ | ------------------------ | ------------------ | ------------------ |
| 1981               | Nottingham (Reino Unido) | Medalla de plata   | K4 10 000 m        |